# 野猫咖啡厅

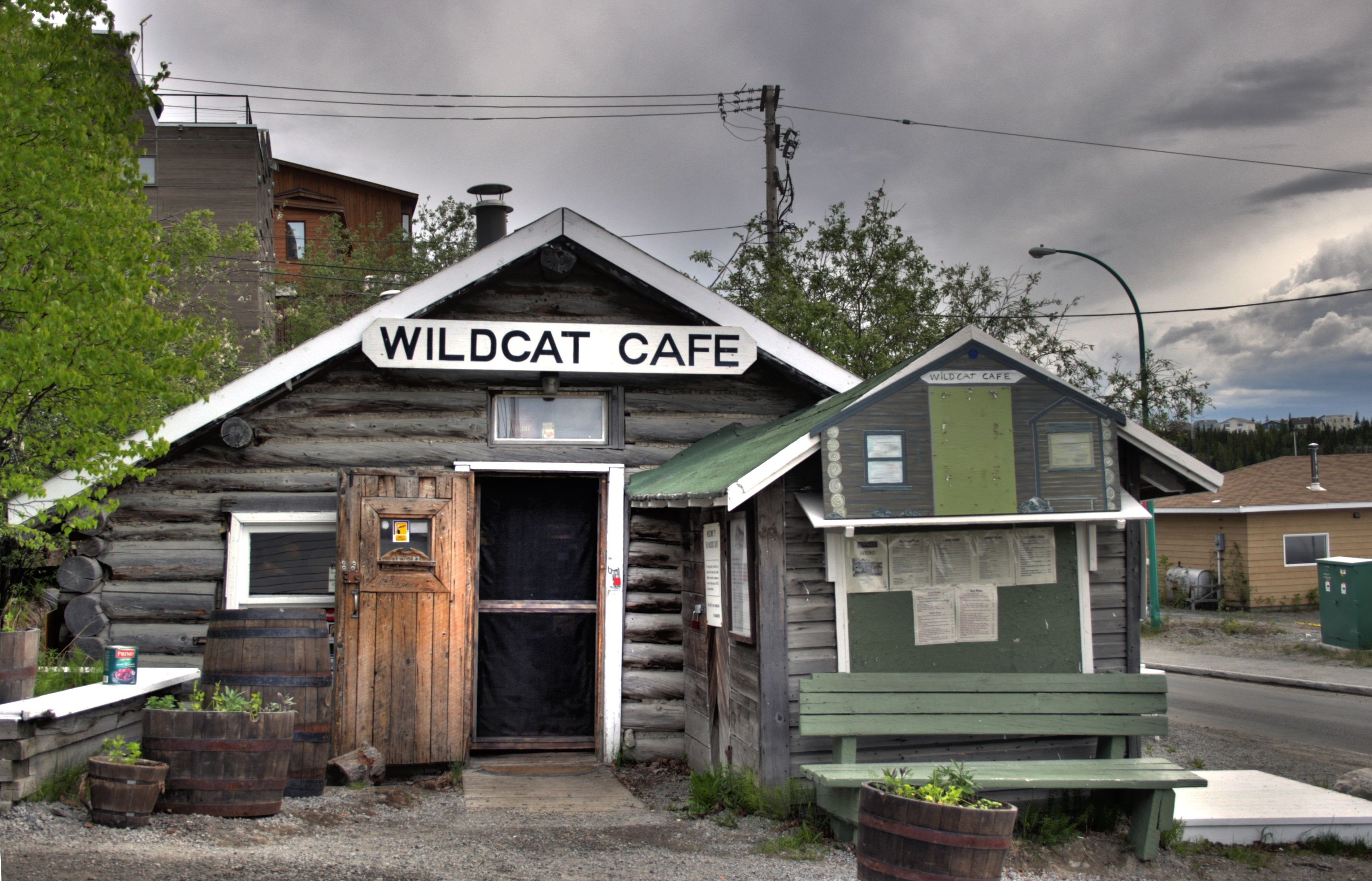
位于旧城区的野猫咖啡馆

野猫咖啡厅（英語：The Wildcat Cafe）是位于加拿大西北地区耶洛奈夫的一座老式小木屋，建筑风格体现了早期耶洛奈夫采矿营地的建筑风格。建筑设有一家餐厅，位于当时城市的商业区。

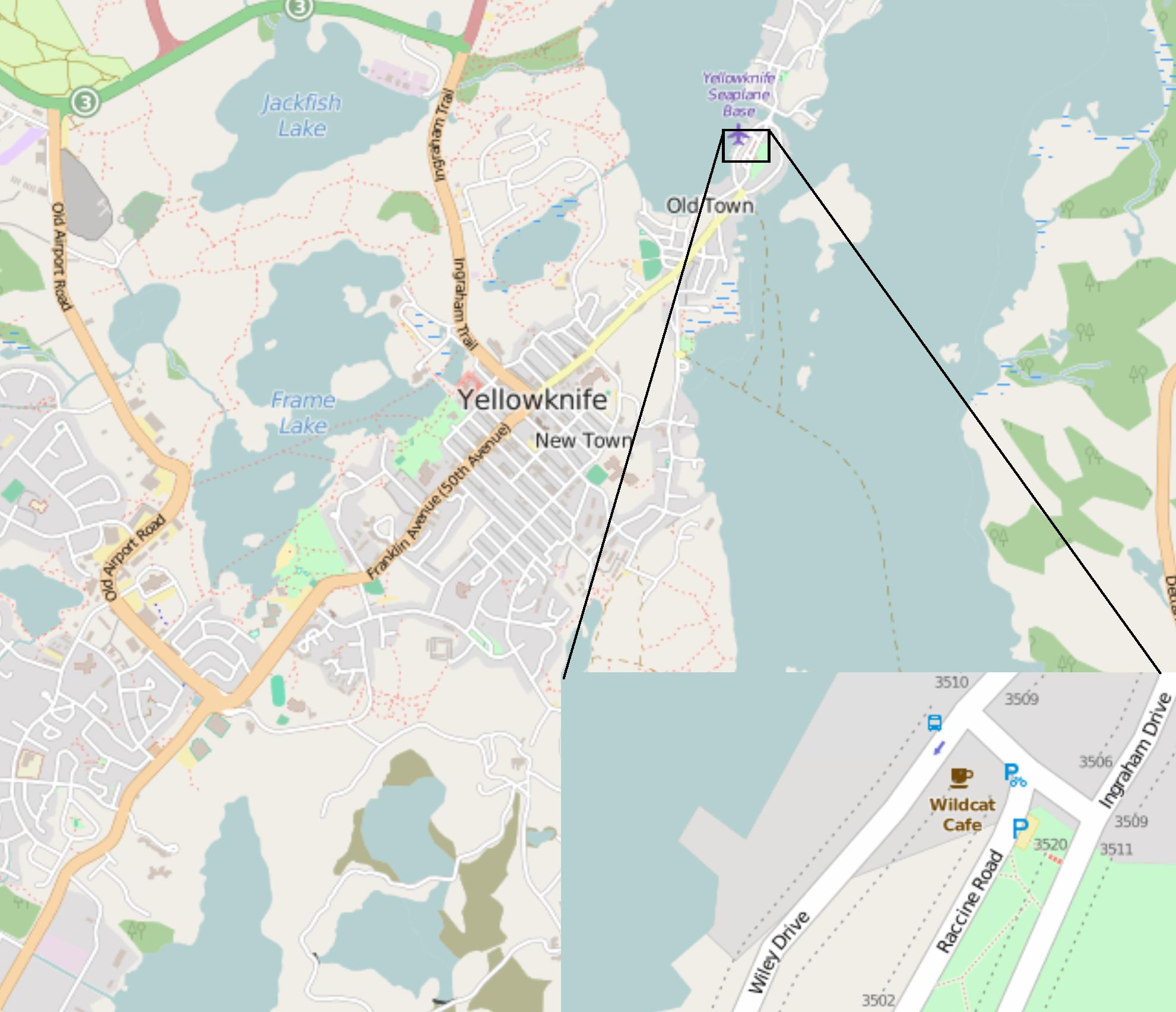
野猫咖啡馆在耶洛奈夫的位置